# Miami Horror
Miami Horror — австралийский музыкальный коллектив, играющий в стиле ню-диско. Коллектив был сформирован в 2007 году, когда продюсер и диджей Бенжамин Плант решил создать свой сольный проект, пригласив своих друзей-музыкантов: Аарона Шэнахэна (ударные, вокал, клавишные, гитара), Джоша Мориарти (вокал, гитара) и Дэниела Вайтчерча (клавишные, бас). Группа выпустила 2 альбома (Illumination (2010) и All Possible Features (2015)) и два мини-альбома (Bravado (2008), The Shapes (2017)).

## История
В 2007 году 22-х летний продюсер и диджей из Мельбурна Бенджамин Плант разместил свои ремиксы на Stardust и Midnight Juggernauts в известных музыкальных блогах. Композиции получили хвалебные рецензии, а впоследствии и приглашение от лейбла звукозаписи Virgin Records. Именно под этим лейблом вышел первый EP Miami Horror — «Bravado», состоящий из пяти треков.
Группа сотрудничала с другой австралийской группой, Gameboy/Gamegirl, совместно с которой в 2007 году был выпущен EP «Golden Ghetto Sex». В этот альбом в том числе вошел сингл Miami Horror «Sweaty Wet/Dirty Damp», ставший интернет-хитом 2007 года. Miami Horror также поддержала группу Friendly Fires, во время их австралийского тура в июле 2009 года.
Коллектив обрел популярность в Австралии, а затем в Чили, Аргентине, Мексике и США. В 2016 году группа приглашена в качестве хедлайнера на музыкальный фестиваль Coachella.
В 2010 году вышел первый альбом группы — Illumination. Альбом был выдержан в жанре ню-диско, и содержал множество танцевальных композиций. Для записи песни I look to you была приглашена известная новозеландская певица Kimbra. Впоследствии композиция Sometimes была включена в саундтрек компьютерной игры Grand Theft Auto V.
В 2015 году вышел второй альбом группы под названием All Possible Features. По словам участников группы, в этот альбом было вложено больше души, а тематика песен связана с их личными чувствами и эмоциями.
В 2016 году был анонсирован выход нового мини-альбома. Впоследствии он был назван The Shapes и вышел в марте 2017 года. Из-за популярности группы в странах Латинской Америки, в расширенную версию альбома был включен сингл Leila, исполненный на испанском языке.

## Участники
«Классический» состав группы на сцене состоял из четырех членов группы : Бен — бас, Джош — гитара и вокал, Дэниел — клавишные, Аарон — ударные. Впоследствии группа стала нанимать сессионных ударников, а Аарон на сцене начал играть на гитаре, клавишных и исполнял вокальные партии. Позже к ним на постоянном основании присоединился ударник — Коста Теодосис.
В декабре 2016 года один из вокалистов группы — Аарон Шэнахэн — объявил об уходе из коллектива для того, чтобы сконцентрироваться на своем сольном проекте — The Sunday. Несмотря на уход Аарона из коллектива, он был запечатлен на обложке альбома The Shapes, который вышел лишь в марте 2017 года.

### Нынешний состав
- Бенджамин Плант — продакшн, бас, синт-бас.
- Джош Мориарти — вокал, гитара.
- Дэниел Вайтчерч — клавишные, синтезаторы, бас, перкуссия.
- Коста Теодосис — ударные.

### Бывшие участники
Аарон Шэнахэн (2007—2016) — вокал, клавишные, гитара, ударные

## Альбомы и синглы

### EP
- Bravado (2008)
- The Shapes (2017)

### Студийные Альбомы
- Illumination (2010)
- All Possible Features (2015)

### Синглы
- «Sometimes» (2009)
- «Moon Theory» (2010)
- «I Look to You» (вместе с Kimbra) (2010)
- «Holidays» (вместе с Alan Palomo) (2010)
- «Summersun» (2011)
- «Real Slow» (2013)
- «Colours in the Sky» (2013)
- «Wild Motion (Set It Free)» (2014)
- «Love Like Mine» (2015)
- «Cellophane (So Cruel)» (2016)
- «Leila» (2017)